# Cubbington
Cubbington – wieś w Anglii, w hrabstwie Warwickshire, w dystrykcie Warwick. Leży 7 km na północny wschód od miasta Warwick i 130 km na północny zachód od Londynu. Miejscowość liczy 4034 mieszkańców.